# 2084.
◄ | 20. stoljeće | 21. stoljeće | 22. stoljeće | ►
◄ | 2050-ih | 2060-ih | 2070-ih | 2080-ih | 2090-ih | 2100-ih | 2110-ih | ►
◄◄ | ◄ | 2081. | 2082. | 2083. | 2084. | 2085. | 2086. | 2087. | ► | ►►
Astronomija

## Događaji
- 12. siječnja – Merkurov prijelaz preko Sunčeva diska vidljiv s Marsa
- 3. srpnja – Prstenasta pomrčina Sunca koju će se moći vidjeti u sjevernoj Rusiji i sjevernim SAD.
- 26. listopada – Istječe najam pitjantjatjarski najam njima svetog brda Ulurua australskoj vladi. 26. listopada 1985. australska je vlada vratila vlasništvo nad Uluruom mjesnim aboridžinima Pitjantjatjara. Uz ostale uvjete, jedan je bio da ga narod Aṉangu iznajmi opet agenciji za Nacionalne parkove i divljinu na (National Parks and Wildlife) na 99 godina i da će se njime zajedno upravljati.
- 10. studenoga – Zemljin prijelaz preko Sunčeva diska vidljiv s Marsa[1]
- 22. studenoga – Merkurov prijelaz preko Sunčeva diska vidljiv s Marsa
- 27. prosinca – Potpuna pomrčina Sunca koju će se moći vidjeti na južnom Atlantskom oceanu i Tihom oceanu.